# Александер Калверт
Александер Калверт (англ. Alexander Calvert, нар. 15 липня 1990, Ванкувер, Британська Колумбія, Канада) – канадський актор, найбільш відомий за ролями Джека Клайна та Лонні Мейчена у телесеріалах «Надприродне» та «Стріла»

## Біографія
Уродженець Ванкувера, Калверт вивчав музичний театр і хіп-хоп до 15 років, коли захопився акторською майстерністю.

## Кар'єра
Він знявся в кількох фільмах і телевізійних серіалах, включаючи серіал Nickelodeon «Мисливці за монстрами», «Бути товстим, як я» та «Мертва зона», а також молодого Джастіна у «Вбий це, стара школа». 17 липня 2015 року було оголошено, що Калверта обрано на роль Лонні Мачіна для 4 сезону телеканалу The CW «Стріла».
У 2017 році Калверт отримав роль Джека, сина Люцифера в «Надприродне». Він дебютував у фіналі 12 сезону та був постійним актором у 13, 14 та 15 сезонах.

## Фільмографія
| Рік       |    | Українська назва                 | Оригінальна назва      | Роль                    |
| --------- | -- | -------------------------------- | ---------------------- | ----------------------- |
| 2005      | с  | Мертва зона                      | The Dead Zone          | Грег Стілсон            |
| 2006      | с  | Ясновидець                       | Psych                  | Їржі Прочазка           |
| 2007      | ф  | Вбий це, стара школа             | Kickin' It Old Skool   | Молодий Джастін         |
| 2007      | тф | Бути товстою, як я               | To Be Fat like Me      | Роббі                   |
| 2007      | ф  | Щоденник диявола                 | Devil's Diary          | Тінейджер               |
| 2007      | тф | Бути товстою, як я               | To Be Fat like Me      | Роббі                   |
| 2008      | ф  | Загублені хлопчики: Плем'я       | Lost Boys: The Tribe   | Гром                    |
| 2010      | с  | Мисливці за монстрами            | The Troop              | Еван                    |
| 2010      | с  | Жива мішень                      | Human Target           | Шон                     |
| 2012      | ф  | Фліка: Гордість країни           | Flicka: Country Pride  | Джессі                  |
| 2012      | тф | Віртуальна брехня                | Virtual Lies           | Тайлер Сандерсон        |
| 2013      | с  | Мотель Бейтсів                   | Bates Motel            | Рауф                    |
| 2014      | с  | Мотив                            | Motive                 | Джеймс Дент             |
| 2015      | ф  | Втрачений після настання темряви | Lost After Dark        | Джонні                  |
| 2015      | ф  | Притулок блекберна               | The Blackburn Asylum   | Люк                     |
| 2015      | с  | Повернені                        | The Returned           | Гантер Гібс             |
| 2015—2016 | с  | Стріла                           | Arrow                  | Лонні Мейчен            |
| 2016      | ф  | Майже сімнадцять                 | The Edge of Seventeen  | Нік Моссмен             |
| 2016      | с  | Канада                           | Unser Traum von Kanada | Джош                    |
| 2016      | с  | Крик                             | Scream                 | Алекс Вітман/Том Мартін |
| 2017—2020 | с  | Надприродне                      | Supernatural           | Джек Клайн              |
| 2018      | ф  | Пакет                            | The Package            | Чед                     |
| 2019      | ф  | Хороші хлопці                    | Good Boys              | Даніел                  |
| 2023      | с  | Вінчестери                       | The Winchesters        | Джек Клайн              |
| 2023      | с  | Покоління V                      | Gen V                  | Руфус                   |
| 2024      | ф  | Низьке життя                     | Lowlifes               | заступник Вайт          |